# Tartarije

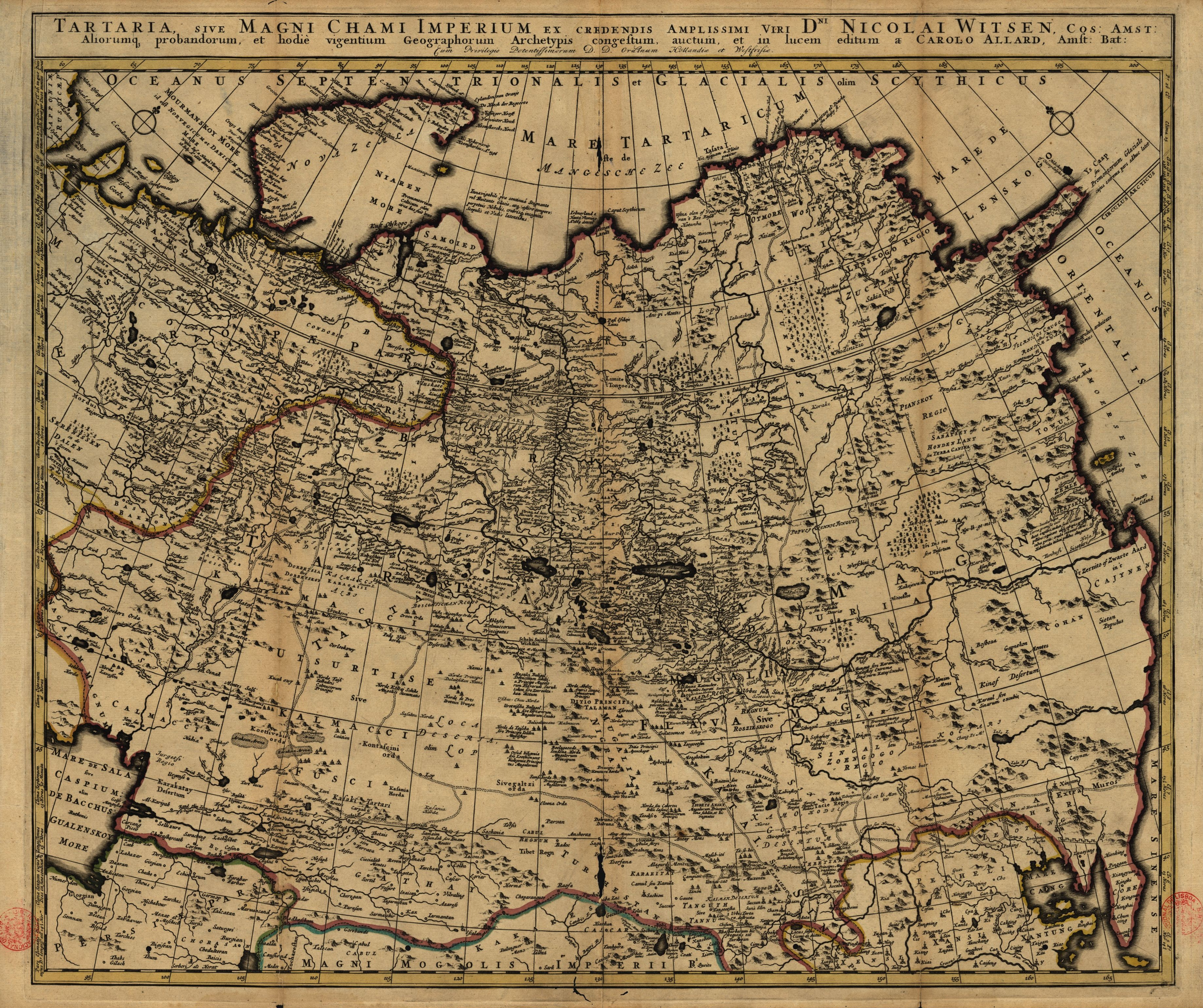
Kaart van Tartaria door Nicolaes Witsen uit 1705

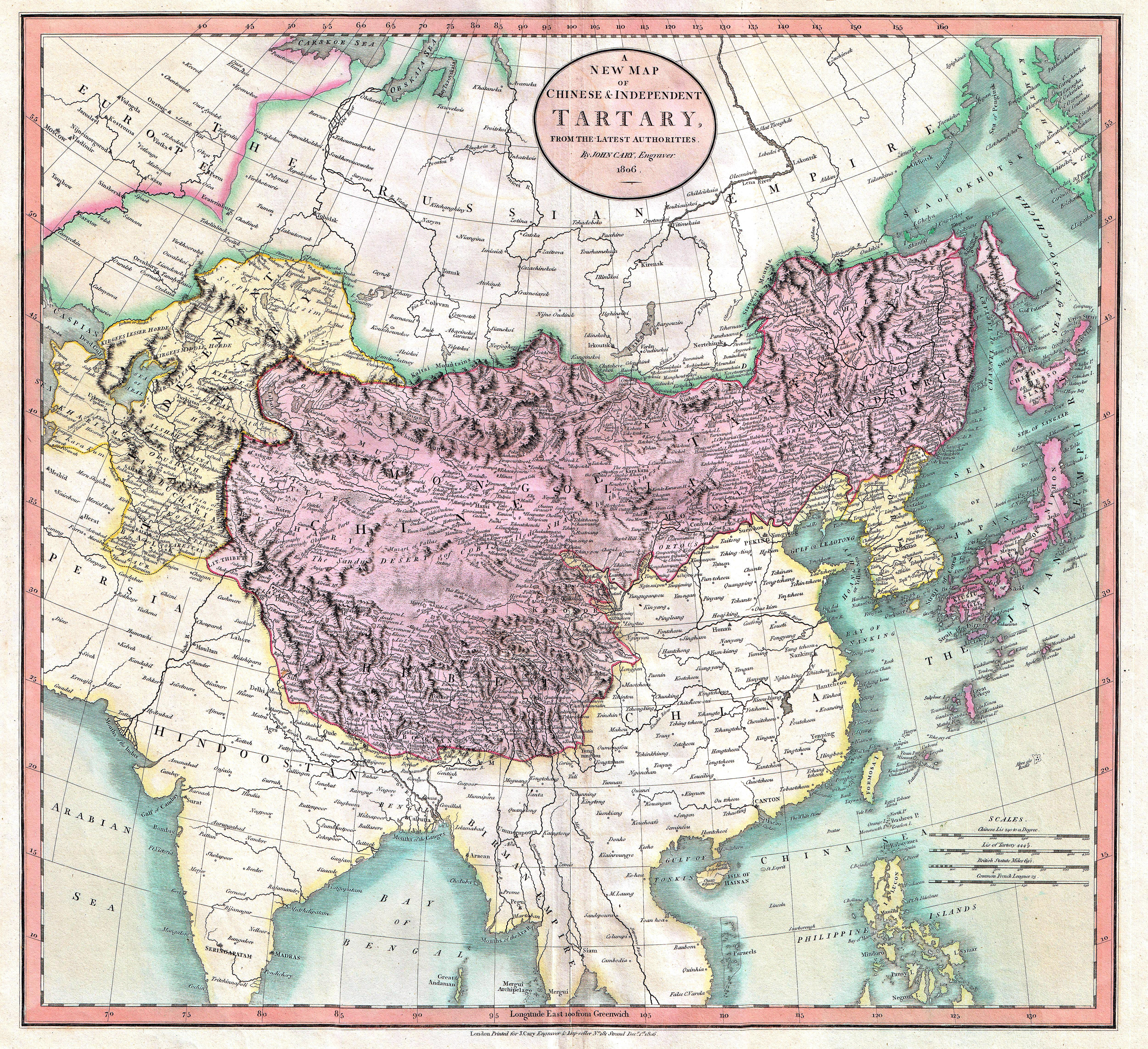
Kaart van onafhankelijk Tartarije (in geel) en Chinees Tartarije (in paars), in 1806.

Tartarije (Latijn: Tartaria of Tataria Magna) was een Europese benaming voor het gebied ten oosten van de Oeral en de Kaspische Zee tot aan de Grote Oceaan, van de middeleeuwen tot de 20e eeuw. De naam is afgeleid van de Mongoolse stam der Tatar.
Voor de tijd van de ontdekkingsreizigers Zheng He en Christoffel Columbus bedoelden de Europeanen met Tartarije meestal elk deel van de wereld buiten Europa en Afrika. Dit gebied werd bewoond door Turkse en Mongoolse volkeren.
Toen de Russen Tartarije veroverden veranderden zij de naam in Siberië.
Het fabeldier de barometz wordt ook wel het plantaardige lam van Tartarije genoemd.